# Joe McKeehen
Joseph McKeehen, detto Joe (28 giugno 1991), è un giocatore di poker statunitense, vincitore del Main Event delle WSOP 2015.

## Carriera
Centra il primo piazzamento a premi alle WSOP nell'edizione 2012. Alle WSOP 2013 va a premi due volte, sempre nella specialità del no-limit hold'em, e stessi risultati nel 2014.
Ma è alle WSOP 2015 che cambia la propria carriera. Conquista tre piazzamenti a premi in tre eventi di no-limit hold'em,ed entra nella storia del poker grazie al successo nel Main Event. Nell'heads-up finale sconfigge Josh Beckley, con l'ultima mano A♥ 10♦ contro 4♦ 4♣ dell'avversario. La vittoria gli ha fruttato la vincita di 7.683.346 dollari.